# Kalangala
Kalangala  este un oraș  în  Uganda. Este reședinta  districtului Kalangala.